# Fraternidad de la Providencia (Córdoba)
La Fraternidad del Santísimo Cristo de la Providencia es una asociación de culto católico dependiente de la Obra Pía Santísima Trinidad. Tiene su sede canónica en la Parroquia de San Juan y Todos los Santos, conocida popularmente como la Trinidad, ubicada en la ciudad de Córdoba. Realiza su Estación de Penitencia al interior de la Santa Iglesia Catedral en la tarde-noche del Viernes de Dolores.

## Historia
La Obra Pía de la Santísima Trinidad fue fundada en 1964 por el sacerdote Mons. Antonio Gómez Aguilar, siendo sus estatutos aprobados en 1991. Ésta era una entidad encargada de regentar y materializar las diversas acciones sociales que se realizaban en la Parroquia, desde los diferentes centros educativos como la residencias de ancianos pertenecientes a la misma. 
En 1987 el desaparecido y venerado párroco de la Trinidad, Don Antonio Gómez Aguilar encargó una imagen de un crucificado vivo de grandes proporciones y en actitud dialogante al imaginero sevillano Luis Álvarez Duarte, a fin de dotar a la Obra Pía de una imagen Titular, y que a su vez, simbolizara la acción social de la Parroquia. La imagen del Santo Cristo, encuadrada en el barroco contemporáneo, fue sufragada en parte por miembros de la feligresía. Según el contrato de hechura con el imaginero sevillano, éste se firmó en Sevilla el 11 de abril del año 1986, con compromiso de pago de 2.300.000 pesetas y fecha de entrega en la Cuaresma de 1987. La bendición de la imagen se realiza el 14 de noviembre de 1987 a las 20.30 horas, celebrándose Santa Misa concelebrada por todos los sacerdotes, que habían trabajado en la Parroquia durante los últimos veinticinco años.
A dicho crucificado se le puso la advocación de Santísimo Cristo de la Providencia, por deseo expreso de Don Antonio, ya que la Providencia Divina estaba detrás de todas las obras que entonces la Parroquia estaba realizando. Esto hizo que dicho crucificado se convirtiera en el titular de la Obra Pía de la Santísima Trinidad. Desde su llegada a la Parroquia, el crucificado aglutinó la devoción de la feligresía y de todos los pertenecientes a los diferentes grupos parroquiales. Como hecho curioso, hay que mencionar que Don Antonio Gómez Aguilar se encuentra enterrado a los pies del altar donde se encuentra la imagen.
No sería hasta el año 2012 cuando el párroco de la Trinidad de entonces, D. José Juan Jiménez Güeto, también canónigo de la Santa Iglesia Catedral, hizo posible el establecimiento de la Fraternidad en torno a la Sagrada imagen. Ésta surge una como una sección al amparo de la Junta de Gobierno de la Obra Pía Santísima Trinidad y alrededor de la imagen de dicho crucificado para el desarrollo de los fines evangelizadores, tanto en los centros educativos como asistenciales de su competencia, actuando como una sección completamente dependiente de los órganos de gobierno de la Obra Pía. El fin fundamental de la Fraternidad es el de promover la devoción al Santísimo Cristo de la Providencia, procurando además promocionar y enriquecer la vida espiritual entre todos sus miembros, colaborando con los centros educativos y asistenciales de la Obra Pía, con la Parroquia en donde tiene su sede, Cáritas y otras instituciones similares de la Iglesia y que realizan actividades convenientes a favor de los necesitados.
Entre los diferentes actos culturales que la Fraternidad realiza hay que destacar entre otros la de la realización de conciertos de música sacra en la celebración de los fieles difuntos, en Navidad y en Cuaresma. La fundación de la escuela de saetas Cristo de la Providencia Fray Diego de Cádiz. La Verbena de San Juan realizada en la Plaza de la Trinidad para la festividad de san Juan Bautista en junio. Actividades lúdico-deportivas en los colegios de la Obra Pía.
Como actos de culto la Fraternidad celebra una misa mensual ante el altar del Titular. Así mismo es la encargada de la organización del Solemne Triduo que en honor del Titular se le realiza la última semana de Cuaresma. Como colofón a dicho Triduo es la responsable de la realización del Solemne Vía Crucis que por las calles de la feligresía se realiza el Viernes de Dolores. Si bien éste se realizaba originalmente con la imagen del Santísimo Cristo siendo portada por los hermanos de la Fraternidad, a partir del año 2019, éste comenzó a ser procesionado sobre su propio paso procesional y acompañado por una banda de música, entrando a su vez al entorno e interior de la Mezquita Catedral de Córdoba.

## Santísimo Cristo de la Providencia
Se trata de la imagen de un crucificado, obra del imaginero Luis Álvarez Duarte en el año 1987. La imagen representa el pasaje del evangelio en el que Jesús en la cruz pide agua y el romano le acerca una lanza bañada en vinagre.
Desde el año 2019 procesiona sobre un paso que obedece a un diseño neobarroco de los prestigiosos tallistas cordobeses Miguel Ortiz y Manuel Jurado. El diseño, que se está materializando en madera de cedro real procedente de Brasil, cuenta con una canasto que goza de un sinuoso perfil de bombo que sirve de pedestal a la peana que eleva al crucificado. Presenta una planta ejecutada en forma de entrantes y salientes, formas mixtilíneas, que aportan dinamismo a toda la estructura. En su concepción se aprecia una hornacina central elevada, en el frontal y la trasera, que recrea la arquitectura del retablo principal de la Iglesia de San Juan y Todos los Santos, con la Virgen del Coro presidiendo el conjunto. En la trasera, se situará la imagen de la Santísima Trinidad, que se encuentra en el retablo del Santísimo Cristo de la Salud. Todo el canasto está rematado por una gran cornisa sobre la que montan hojas, dando una sensación de movimiento muy acusado. 
En la vista lateral del proyecto las hornacinas dejan paso a una decoración barroca que deja exenta la visión lateral de la peana y ángeles. Tanto en las esquinas como en las zonas centrales irán albergadas cartelas que refieren a la propia identidad de la Corporación. En las esquinas frontales irán representados los santos fundadores de la Orden Trinitaria, San Juan de Mata y San Félix de Valois. En las traseras, Santa Inés y Santa Catalina. En las cartelas laterales centrales irán representadas sendas escenas del Evangelio referidas a los niños y a nuestros mayores, en recuerdo a los fines esenciales de la Obra Pía Santísima Trinidad. En el resto la iconografía remitirá a santos y personalidades relacionados con la parroquia. En ellas también pueden verse claras alusiones a la ornamentación e iconografía de la parroquia, tales como la concha de San Juan en las cartelas laterales y en las frutas y festones, inspirados en el retablo mayor.
Como elemento característico del conjunto, llama la atención la peana que se eleva sobre el canasto, rescatando la tradición de las peanas procesionales cordobesas del siglo XVII y XVIII. En ella se articulan en forma piramidal una serie de molduras y bombos, que sustentan dos ángeles pasionistas, obras del imaginero Luque Bonillo en 2021, los cuales abrazan la Cruz de Cristo. En cuanto al respiradero, se conforma de manera clásica con baquetón y una profusa talla en la que destacan las zonas centrales con cartelas y cabezas de querubines. En el diseño del faldón se puede observar un dibujo de bordados, copiados de la bancada del Altar Mayor de la Trinidad. La iluminación se basa en cuatro grandes candelabros arbóreos de esquina, de nueve puntos de luz cada uno, así como dos laterales de cinco puntos. 
La última incorporación al paso fue el estreno en el año 2024 de los respiraderos frontal y trasero, y los cuales siguen el programa iconográfico que ya se ve en el canasto. Además, el paso lleva incorporado un mecanismo de elevación y bajada para facilitar mucho el trabajo de los costaleros mientras el paso atraviesa la puerta principal de la Parroquia, y el cual, es similar al que ya incorpora la Hermandad de la Santa Faz en su paso de misterio, ya que realiza su salida por la misma puerta.

## Música
El acompañamiento musical corre a cargo de la Banda de Música de María Santísima de la Esperanza de Córdoba.

## Salida procesional
| Predecesor: La Salud de Puerta Nueva | Orden de salida (Vísperas) Cuarto lugar | Sucesor: La O |